# Virginijus Sinkevičius

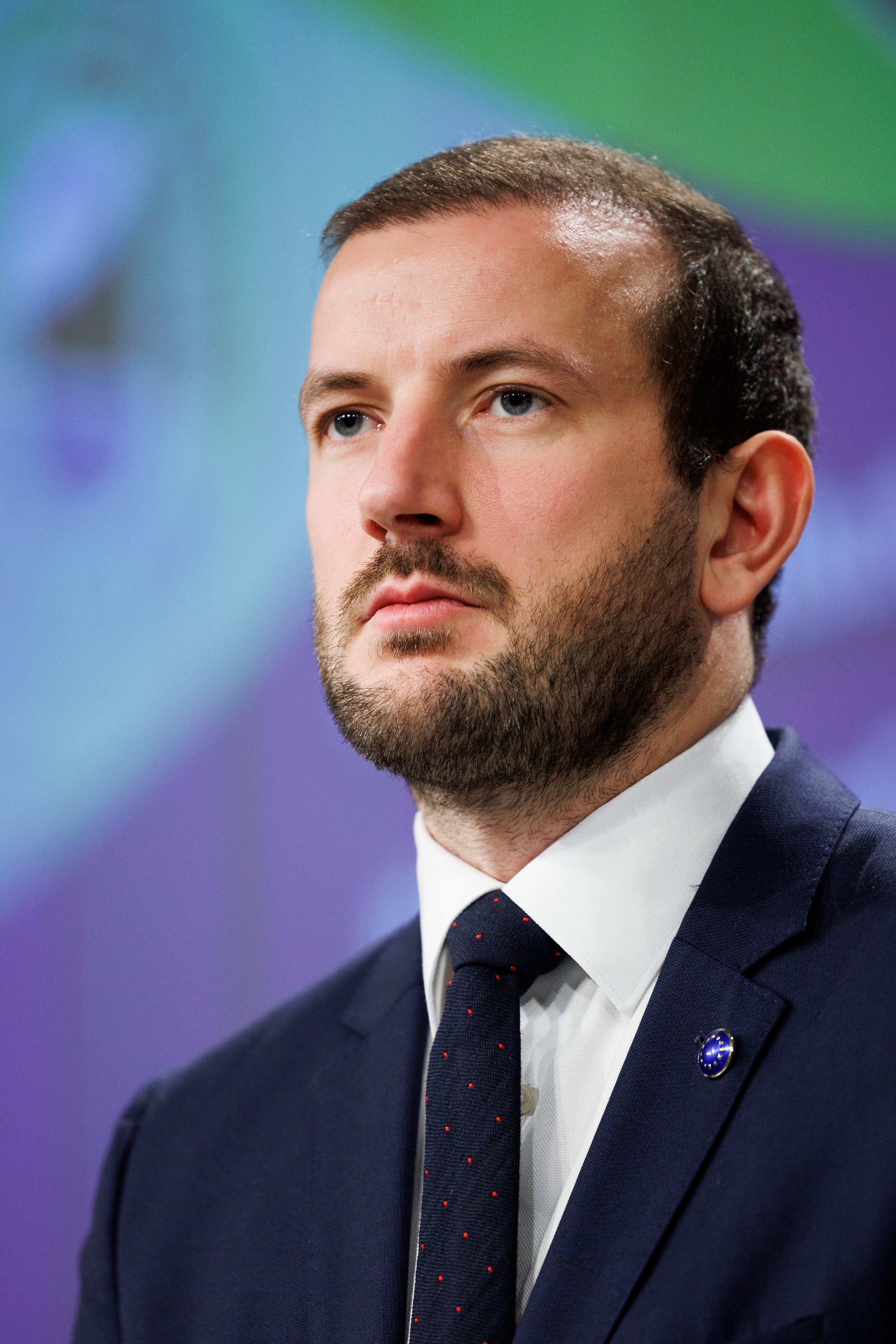
Virginijus Sinkevičius, 2022

Virginijus Sinkevičius (* 4. November 1990 in Vilnius) ist ein litauischer Politiker (DSVL). Er wurde 2016 Seimas-Mitglied und war dann von Ende November 2017 bis 2019 Wirtschaftsminister Litauens, als jüngster Minister in der litauischen Geschichte nach der Wiedererlangung der staatlichen Unabhängigkeit. Von Dezember 2019 bis Juli 2024 war er Kommissar für Umwelt und Ozeane in der Kommission von der Leyen I. Seither ist er Mitglied des Europäischen Parlaments.

## Leben
Nach dem Abitur 2009 am Salomėja-Nėris-Gymnasium absolvierte Virginijus Sinkevičius von 2009 bis 2012 ein Bachelorstudium (Wirtschaft und internationale Beziehungen) an der walisischen Aberystwyth University. 2012 bildete er sich beim Amt des Ministerpräsidenten Litauens weiter. Von 2012 bis 2013 studierte er Völkerrecht mit Abschluss als LL.M. an der Maastricht University. Für The Lithuanian Tribune arbeitete er von 2012 bis 2015 als  Autor und Redakteur. Er wechselte 2013 zur litauischen Vertretung in den USA. Von 2013 bis 2014 war er Mitarbeiter des Projektleiters beim Center for European Policy Analysis (CEPA). 2014 war er als Projektleiter beim litauischen Postunternehmen Lietuvos paštas tätig. Von 2014 bis 2015 nahm er am Programm „Kurk Lietuvai“ teil und koordinierte von 2015 bis 2016 ein Projekt. Bis November 2015 arbeitete er in der Investitionsagentur Investuok Lietuvoje.

## Politik
Ab November 2016 war Virginijus Sinkevičius Seimas-Mitglied, ab dem 22. November 2016 als Vorsitzender des Wirtschaftsausschusses. Ab Juni 2017 war er Mitglied der Ethikkommission und ab März 2017 stellvertretender Leiter der Parlamentsfraktion von Lietuvos valstiečių ir žaliųjų sąjunga. Am 27. November 2017 ernannte ihn die Präsidentin Dalia Grybauskaitė zum Wirtschaftsminister Litauens im Kabinett Skvernelis (statt des zurückgetretenen Sozialdemokraten Mindaugas Sinkevičius). Am 10. September 2019 wurde er in der Kommission von der Leyen I für das Amt des Kommissars für Umwelt und Ozeane nominiert. Er trat dieses Amt nach seiner Wahl am 1. Dezember 2019 an. Während seiner Zeit als Kommissar ruhte seine Mitgliedschaft in der Lietuvos valstiečių ir žaliųjų sąjunga.
Im Januar 2024 trat Sinkevičius der 2021 neugegründeten Demokratų sąjunga Vardan Lietuvos (DSVL) bei. Diese nominierte ihn im März 2024 als Spitzenkandidaten für die Europawahl. Die Partei gewann 5,8 Prozent (1 Mandat), sodass Sinkevičius ins Parlament einzog. Um sein Mandat wahrnehmen zu können, trat er am 16. Juli 2024 von seinem Amt als EU-Kommissar zurück. Seine Aufgaben wurden vorübergehend von Maroš Šefčovič, Vizepräsident der Europäischen Kommission und Kommissar für institutionelle Beziehungen, übernommen.

## Familie
Virginijus Sinkevičius wuchs mit seiner Mutter, Pflegehelferin eines Krankenhauses, und einer Schwester auf. Seinen Vater hat er nie gesehen. Sinkevičius ist mit der drei Jahre älteren Ukrainerin Kateryna Sinkevičienė, die er im niederländischen Maastricht kennenlernte, verheiratet und hat einen Sohn.